# Alang Laweh
Alang Laweh is een bestuurslaag in het regentschap Padang van de provincie West-Sumatra, Indonesië. Alang Laweh telt 3515 inwoners (volkstelling 2010).